# Ion Hîrșu
Ion Hîrșu (n. 18 octombrie 1945) este un fost senator român în legislatura 2000-2004 ales în județul Gorj pe listele partidului PDSR iar din iunie 2001 a devenit membru PSD. Ion Hîrșu a fost validat ca senator pe data de 21 decembrie 2000 când l-a înlocuit pe senatorul Nicolae Mischie. În cadrul activității sale parlamentare, Ion Hîrșu a fost membru în grupurile parlamentare de prietenie cu Republica Polonă, Bosnia și Herțegovina, Republica Islamică Pakistan și Federația Rusă.